# Kanzu
 (novembre 2015).
Si vous disposez d'ouvrages ou d'articles de référence ou si vous connaissez des sites web de qualité traitant du thème abordé ici, merci de compléter l'article en donnant les références utiles à sa vérifiabilité et en les liant à la section « Notes et références ».

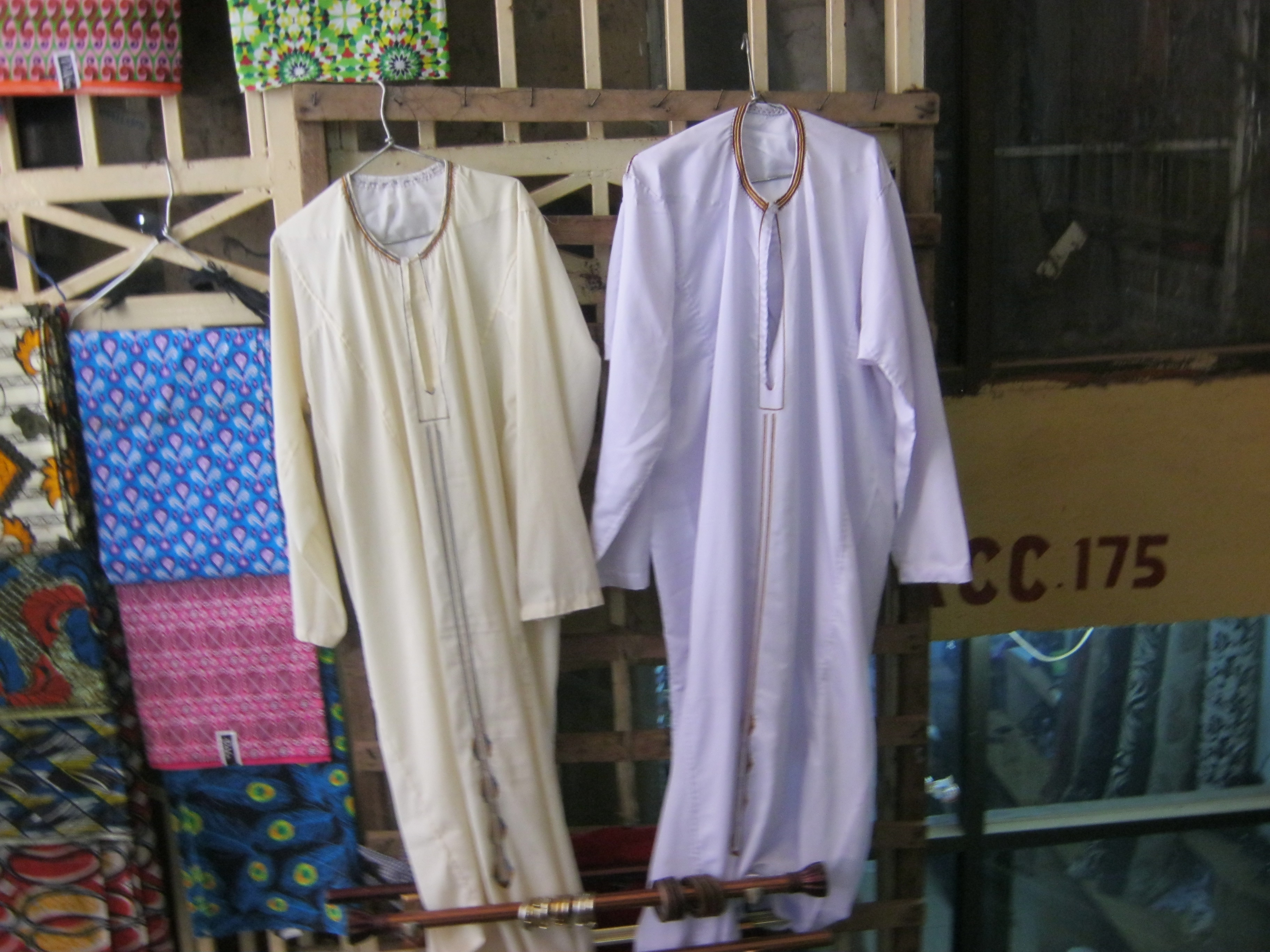
Vente de kanzus en Ouganda

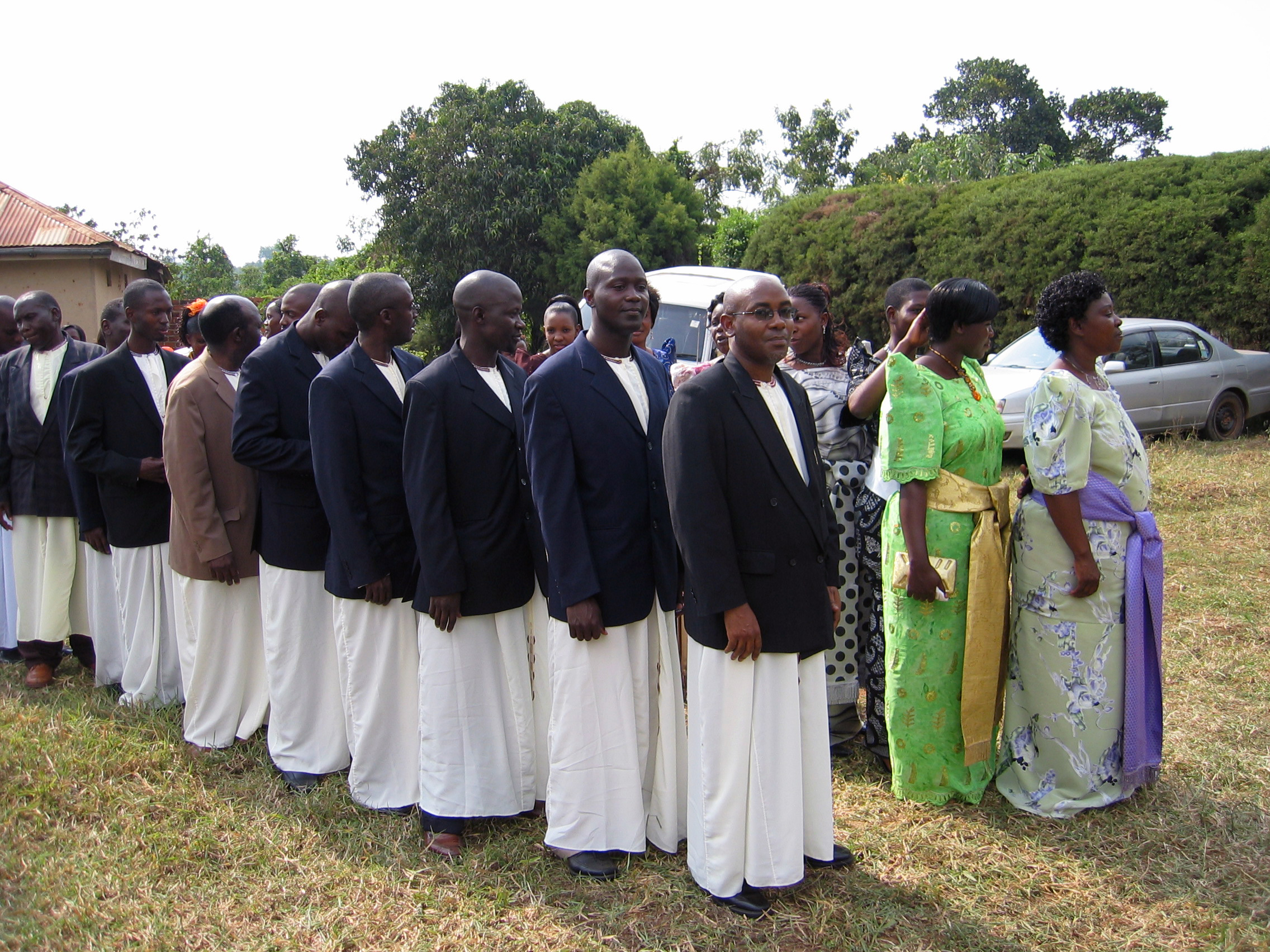
Des hommes portant le kanzu lors d’un mariage en Ouganda.

Le kanzu est une robe de couleur blanche ou crème, longue jusqu’aux chevilles, similaire à la dishdasha ou caftan des pays arabes et portée par les hommes en Afrique des grands lacs, notamment par les populations musulmanes de Tanzanie et du Kenya ainsi qu’en Ouganda. Les Buganda d’Ouganda la considèrent comme leur costume national. 

## Ouganda
Le kanzu ougandais fut introduit au royaume du Buganda par des commerçants arabes. Le kabaka Ssuuna fut le premier roi bugandais à le porter, à la suite de quoi ses sujets l’adoptèrent comme vêtement formel et le répandirent dans les royaumes voisins. 
À l’origine, le kanzu était fait en tissu d'écorce. Les versions modernes sont en soie, en coton, en popeline ou en lin. Il est traditionnellement décoré de broderies marron, appelées omulela, autour du col, au niveau de l’abdomen et sur les manches. La majorité sont fabriqués à Mende, en Ouganda.
Le kanzu est généralement porté avec une veste de costume, un blazer ou une veste de sport. Dans les occasions très formelles, les invités de marque le portent avec un bisht. Le vêtement traditionnel féminin correspondant est le gomesi.

## Tanzanie
En Tanzanie, le kanzu fut également introduit par les commerçants arabes, ainsi que par des missionnaires d’Oman et est identique à la dishdasha. Il était traditionnellement fait de soie tandis que les versions modernes sont en polyester ou autres tissus synthétiques. La caractéristique du kanzu tanzanien est le tassel attaché au col, que l’on parfume parfois à l’occasion des mariages. Le kanzu est toujours porté avec un kofia, petit chapeau brodé.
Les swahilis le portent toujours avec une veste de costume, un blazer ou une veste de sport. Les chefs tribaux le portent amidonné et accompagné d’un bisht noir et d’un kofia dans les occasions très formelles. Pour les événements plus informel, le kanzu sera assorti d’un col mandarin ou d’un dashiki et d’un kofia.
Bien qu’introduit par les arabes musulmans, le kanzu tanzanien est porté par les hommes de toutes confessions.

## Kenya
Au Kenya, le kanzu est porté par les hommes musulmans pour toutes les occasions. Les chrétiens porteront le kanzu pour les événements informels, notamment à l’Église, mais le troqueront pour un dashiki ou un kitenge pour les mariages. 
Lors d’événements formels, les chefs tribaux et les imams portent le kanzu assorti d’un bisht noir. 
Au Kenya, le kanzu est moins souvent porté que dans les pays voisins et davantage en concurrence avec le costume-cravate occidental.